# Élisabeth-Angélique de Montmorency-Bouteville
Pour les articles homonymes, voir Bouteville (homonymie).
 (mars 2023).
Si vous disposez d'ouvrages ou d'articles de référence ou si vous connaissez des sites web de qualité traitant du thème abordé ici, merci de compléter l'article en donnant les références utiles à sa vérifiabilité et en les liant à la section « Notes et références ».
Élisabeth-Angélique, duchesse de Châtillon (née le 8 mars 1627 à Paris et morte le 24 janvier 1695  dans la même ville) est une noble dame française du XVIIe siècle, qui fut duchesse de Châtillon après son mariage avec Gaspard IV de Coligny, duc de Châtillon, puis duchesse de Mecklembourg-Schwerin.

## Biographie
Élisabeth-Angélique de Montmorency-Bouteville est la fille de François de Montmorency-Bouteville, décapité pour son ultime duel, et d'Élisabeth-Angélique de Vienne.
Elle est la sœur cadette de la marquise d'Estampes-Valençay et la sœur aînée du futur maréchal de Luxembourg.
Reconnue à la cour pour sa beauté, elle épouse Gaspard IV de Coligny, duc de Châtillon, en 1646, semble-t-il par amour, en tout cas contre la volonté de leurs parents. Puis le duc s'attache à Mlle de Guerchy, la duchesse de son côté ne s'en trouve que plus libre pour faire bon accueil au duc de Nemours.
Le duc et la duchesse de Châtillon ont un fils, Henri-Gaspard de Coligny, duc de Châtillon (1649-1657).
Créé maréchal de France, le duc de Châtillon meurt en 1649 à la bataille de Charenton, aux côtés des troupes royales. Mademoiselle observe dans ses Mémoires que l'affliction de Mme de Châtillon « fut modérée par l'amitié que son mari avoit pour Mlle de Guerchy, et même dans le combat il avoit une de ses jarretières nouée à son bras ».
Maîtresse du duc de Nemours, frondeur, la jeune veuve fut également convoitée en 1652 par le beau-frère de son amant, le duc de Beaufort, François de Vendôme, également du côté de la Fronde. Les deux gentilshommes se battirent en duel et le duc de Nemours y perdit la vie.
Elle est aussi célèbre pour sa liaison avec Condé, un prince du sang, et assista de sa fenêtre au duel improvisé entre le père de Saint-Simon et le marquis de Vardes.
Elle épouse en secondes noces, en 1664, un prince souverain allemand, Christian-Louis Ier, duc de Mecklembourg-Schwerin et cède le duché de Châtillon à son neveu Paul Sigismond de Montmorency-Luxembourg.

## Témoignages de ses contemporains
Dans ses mémoires, Madame de Motteville écrit qu’« il était même difficile aux particuliers d'échapper aux charmes de ses flatteries car elle savait obliger de bonne grâce et joindre au nom de Montmorency une civilité extrême qui l'aurait rendue d'une estime tout extraordinaire, si on n'avait pu ne pas voir en toutes ses paroles, ses sentiments et ses actions, un caractère de déguisement et des façons affectées qui déplaisent toujours aux personnes qui aiment la sincérité ».
Roger de Bussy-Rabutin, cousin germain de la marquise de Sévigné, évoque dans son Histoire amoureuse des Gaules ses amours sous le nom d'Angélie.